# Burni Metiti
Burni Metiti är ett berg i Indonesien.   Det ligger i provinsen Aceh, i den västra delen av landet, 1 600 km nordväst om huvudstaden Jakarta. Toppen på Burni Metiti är 1 785 meter över havet, eller 70 meter över den omgivande terrängen. Bredden vid basen är 0,39 km.
Terrängen runt Burni Metiti är bergig norrut, men söderut är den kuperad. Runt Burni Metiti är det mycket glesbefolkat, med 2 invånare per kvadratkilometer. I omgivningarna runt Burni Metiti växer i huvudsak städsegrön lövskog.